# Hannes Holm
Hannes Martin Holm, né le 26 novembre 1962 à Lidingö, est un réalisateur et scénariste suédois. Il a réalisé l'essentiel de ses films avec Måns Herngren.

## Filmographie

### Au cinéma
- 1983 : Interrail
- 1995 : One in a Million (En på miljonen)
- 1997 : Adam & Eva (en)
- 2000 : Det blir aldrig som man tänkt sig (en : Things Never End Up Like You've Planned)
- 2002 : Klassfesten (en : The Class Reunion)
- 2006 : Varannan vecka (en : Every Other Week)
- 2007 : Underbar och älskad av alla (en : Wonderful And Loved By Everyone)
- 2010 : Himlen är oskyldigt blå
- 2012 : The Anderssons in Greece (en) (Sune i Grekland - All Inclusive)
- 2013 : The Anderssons Hit the Road (en) (Sune på bilsemester)
- 2014 : The Anderssons Rock the Mountains (en) (Sune i fjällen)
- 2015 : Mr. Ove (En man som heter Ove)

### À la télévision
- 1983 : Vidöppet (en : Wide Open) (série TV)
- 1985 : Förspelet (en : The Fore Play) (série TV)
- 1987 : Bröderna Olsson (en : The Olsson Brothers) (série TV)
- 1990 : S*M*A*S*H (série TV)
- 1991 : PTV - Penetrerings-TV (série TV)
- 2001 : En fot i graven (série TV)
- 2017 : Delhis vackraste händer (mini-série TV)